# Szpital Salpêtrière
Szpital Salpêtrière – szpital w Paryżu. Pierwotnie był fabryką prochu (stąd nazwa – fr. Salpêtrière od łac. sal petrae, czyli „sól skalna” – saletra, jeden ze składników prochu strzelniczego). W 1656 roku na mocy kwietniowego edyktu wydanego przez Ludwika XIV został przekształcony w przytułek dla ubogich. Służył także jako więzienie dla przestępców, prostytutek, niepełnosprawnych psychicznie, chorych psychicznie, epileptyków, libertynów. Był znany ze swej wielkiej populacji szczurów. W latach 1848–1893 w szpitalu praktykował Jean-Martin Charcot.